# Basilika Herr der Wunder (Buga)

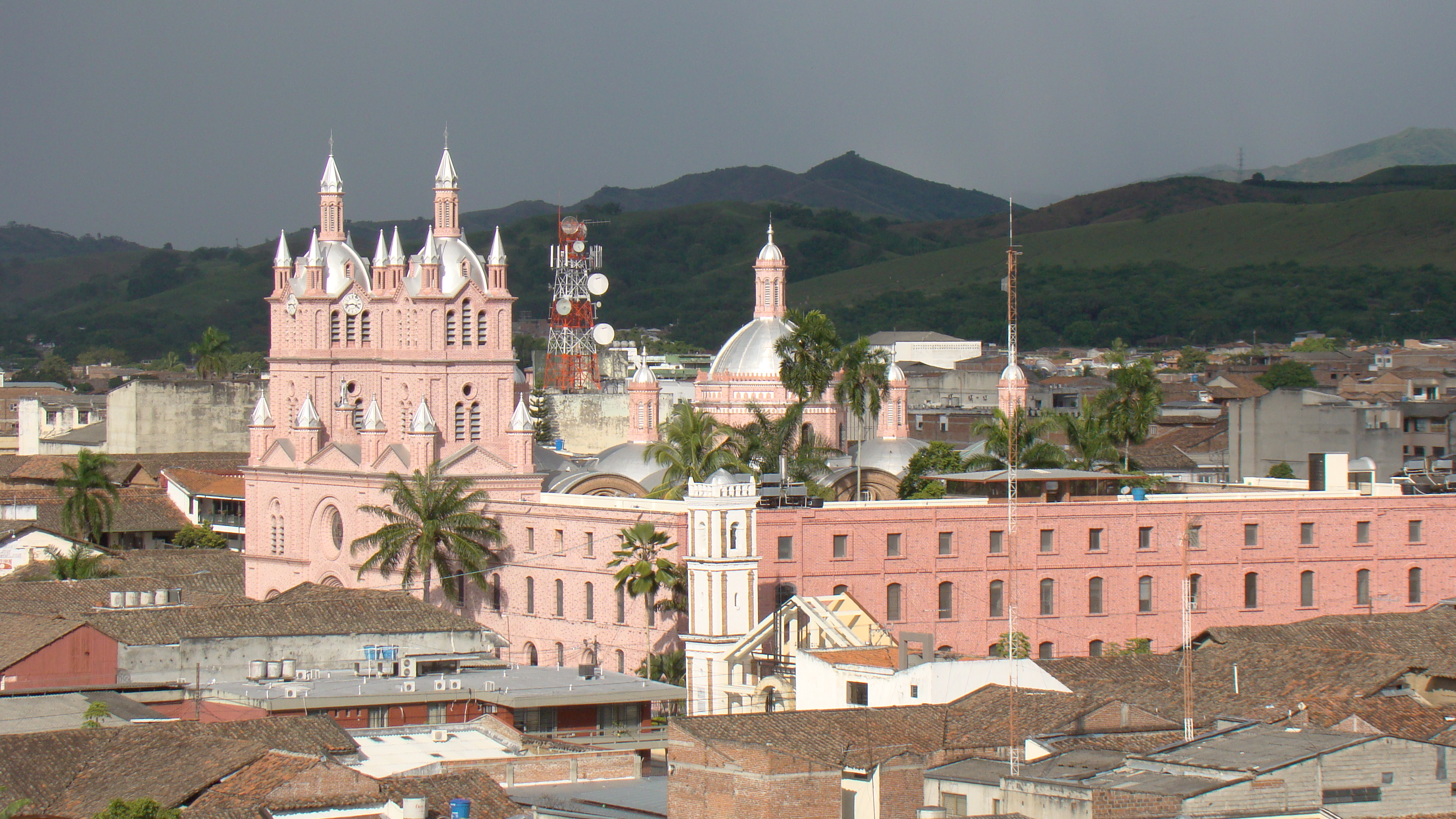
Seitenansicht der Basilika

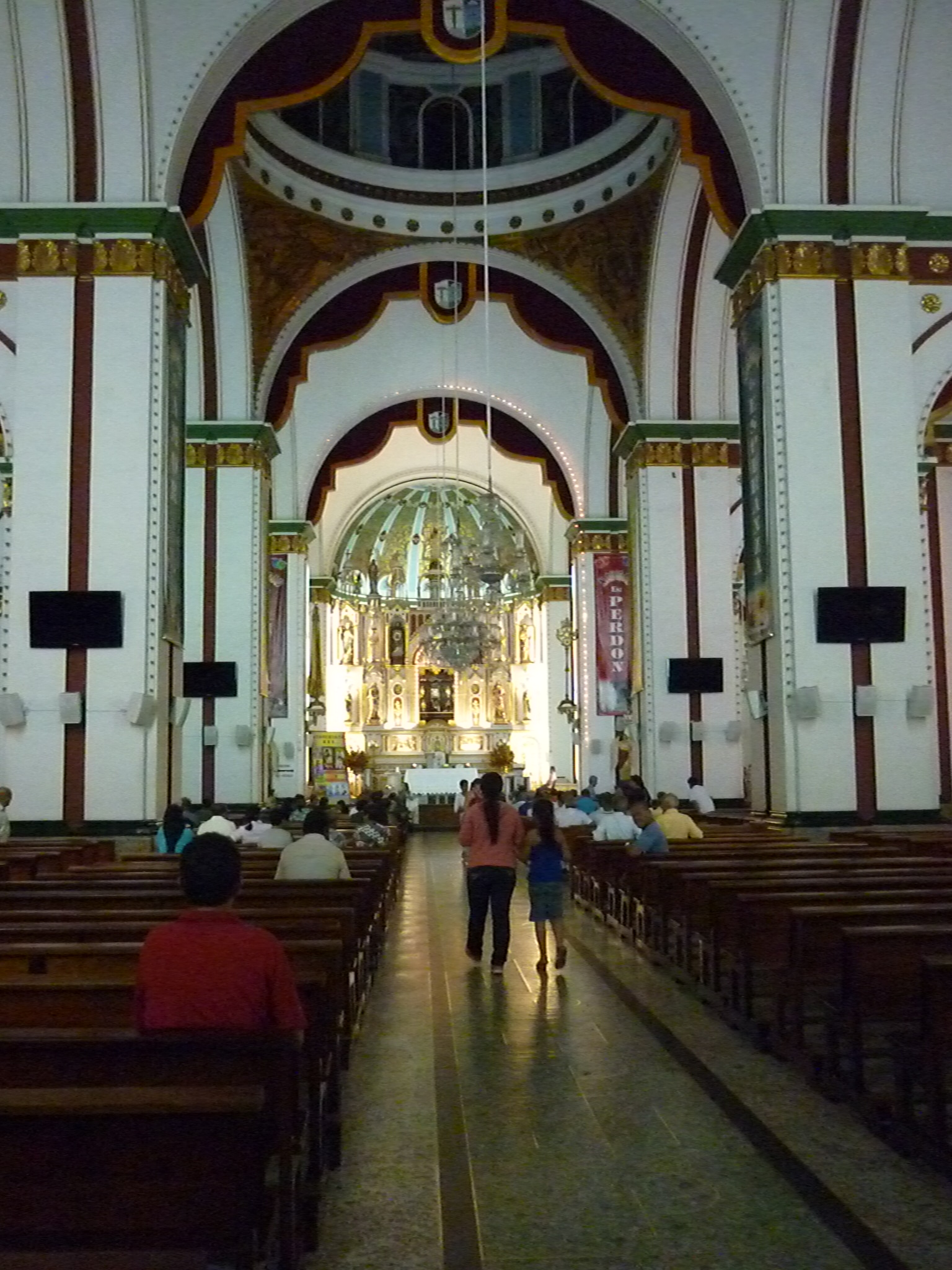
Kirchenschiff

Die Basilika Herr der Wunder (spanisch Basílica del Señor de los Milagros) ist eine römisch-katholische Kirche in der Stadt Buga im kolumbianischen Valle del Cauca. Die Kirche des Bistums Buga ist Jesus Christus geweiht und trägt den Titel einer Basilica minor. Sie wurde Anfang des 20. Jahrhunderts als Wallfahrtskirche erbaut.

## Geschichte
Der ursprüngliche Entwurf der Basilika stammt von dem deutschen Redemptoristen Johannes Baptista Stiehle, der zeitgleich auch für die Kathedrale von Cuenca in Ecuador verantwortlich war. Der Grundstein des Baus wurde vom Erzbischof von Popayán Juan Buenaventura Ortiz gesegnet, woran auch der damalige Präsident von Kolumbien, Rafael Núñez, teilnahm. Der Bau dauerte fünfzehn Jahre, unterbrochen durch den Krieg der Tausend Tage (1899–1902). Am 2. August 1907 wurde die Kirche geweiht. Am 23. Juni 1937 verlieh ihr Papst Pius XI. als vierter Kirche des Landes den Titel einer Basilica minor. Die Betreuung erfolgt durch das angeschlossene Redemptoristenkloster.

## Architektur
Die dreischiffige Basilika wurde aus Ziegelstein errichtet. Die Kirche besitzt zwei 33 Meter hohe Glockentürme über dem Eingang, von denen einer am 18. März 1909 eine Uhr aus Frankreich erhielt. Drei Portale führen in die 80 Meter lange Kirche, deren Beleuchtung durch eine Vierungskuppel mit Tambour unterstützt wird. Der aufwändige Altar steht in einer runden Apsis.